# Inman (Karolina Południowa)
Inman – miasto w Stanach Zjednoczonych, w stanie Karolina Południowa, w hrabstwie Spartanburg.